# Henryk Sandner

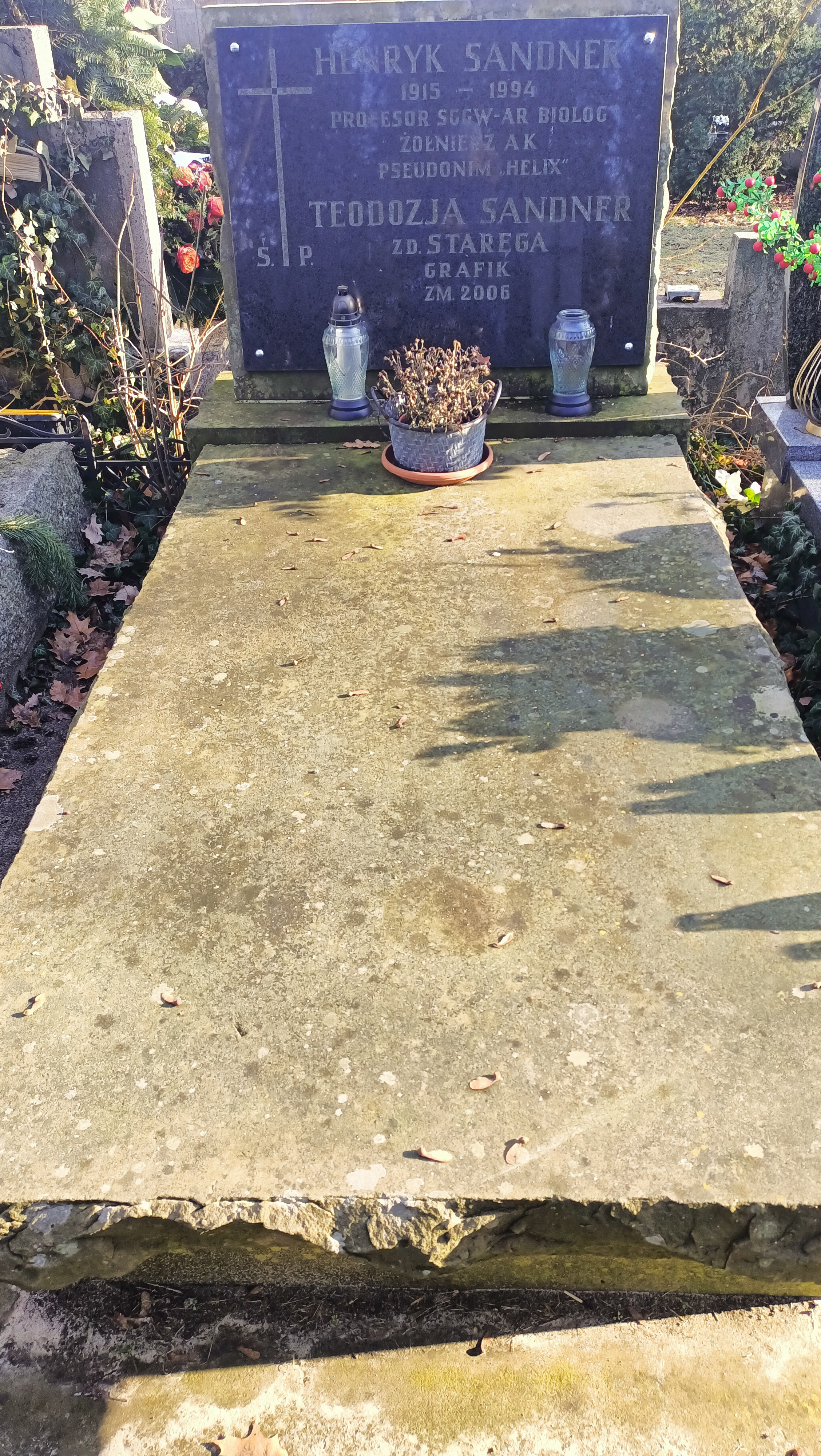
Grób Henryka Sandnera na Cmentarzu Wojskowym na Powązkach

Henryk Eugeniusz Sandner (ur. 1 maja 1915 w Łodzi, zm. 28 października 1994 w Warszawie) – polski zoolog, twórca polskiej entomonematologii; dyrektor Miejskiego Ogrodu Zoologicznego w Łodzi (1952), polski Sprawiedliwy wśród Narodów Świata.

## Życiorys
Ukończył studia na Wydziale Matematyczno-Przyrodniczym Uniwersytetu Warszawskiego (1932–1938), gdzie 1946 uzyskał stopień magistra filozofii z zakresu zoologii z anatomią porównawczą. W 1951 obronił rozprawę doktorską obronił w Uniwersytecie Łódzkim, uzyskując stopień doktora w zakresie nauk przyrodniczych. W 1964 został profesorem nadzwyczajnym, a w 1975 – zwyczajnym.
Podczas studiów pracował w Państwowym Muzeum Zoologicznym. Od 1937 był zatrudniony w Zakładzie Ochrony Lasu i Entomologii w Szkole Głównej Gospodarstwa Wiejskiego w Warszawie. W trakcie II wojny światowej działał w Armii Krajowej oraz pracował w tajnym nauczaniu. Od kwietnia 1943 do stycznia 1945 Sandnerowie ukrywali Elę (Giltę) i Władysław (Gucia) Szerów w swoim domu w Podkowie Leśnej, za co w 1989 zostali wyróżnieni medalem „Sprawiedliwy wśród Narodów Świata”.
Od 1945 był asystentem w Zakładzie Zoologii Uniwersytetu Łódzkiego. Był wówczas w Łodzi zaangażowany w organizację Stacji Ochrony Roślin w Łodzi, której był kierownikiem (1945–1948). W latach 1950–1954 był dyrektorem Muzeum Przyrodniczego w Łodzi. Jednocześnie w 1952 pełnił funkcję dyrektora Miejskiego Ogrodu Zoologicznego w Łodzi. W latach 1954–1974 kierował Zakładem Ekologii Stosowanej Instytutu Ekologii PAN w Warszawie, jednocześnie będąć kierownikiem Zakładu Entomologii Szkoły Głównej Gospodarstwa Wiejskiego w Warszawie (1955–1958). W latach 1975–1985 kierował Katedrą Zoologii na SGGW. Od 1979 pracował także na Katolickim Uniwersytecie Lubelskim, gdzie był organizatorem Katedry i Zakładu Ochrony Środowiska, którą kierował do 1992.
Był członkiem licznych organizacji naukowych: Polskiego Towarzystwa Przyrodników im. Kopernika (w tym jako wiceprezes i prezes), Polskiego Towarzystwa Entomologicznego (wieloletni prezes), Polskiego Towarzystwa Parazytologicznego, Europejskiego Towarzystwa Nematologicznego, Polskiego Towarzystwa Ekologicznego, Ligi Ochrony Przyrody, Towarzystwa Naukowego Warszawskiego, Towarzystwa Naukowego Katolickiego Uniwersytetu Lubelskiego. Należał do Komitetu Ochrony Roślin przy V Wydziale PAN, w ramach którego był przewodniczącym Sekcji Nematologicznej i Biologicznych Metod Zwalczania Szkodników Roślin oraz członkiem Międzynarodowej Organizacji Biologicznego Zwalczania Szkodników Roślin. Był członkiem kilku komitetów redakcyjnych i redaktorem: „Polskiego Pisma Entomologicznego”, „Wiadomości Entomologicznych”, „Ekologii Polskiej”, „Polish Ecological Studies”, „Zeszytów Naukowych SGGW” oraz „Entomonematologii”.

### Życie prywatne
Był synem Jana Sandnera i Reginy z domu Gerber. Miał żonę, Teodozję. Został pochowany na Cmentarzu Wojskowym na Powązkach (kwatera A II, rząd 10, miejsce 5).

## Wyróżnienia
- Nagroda Sekretarza Naukowego PAN,
- Nagroda Ministra Szkolnictwa Wyższego i Techniki,
- Medal Zwycięstwa i Wolności 1945,
- Krzyż Kawalerski Orderu Odrodzenia Polski,
- Odznaka Grunwaldzka,
- Sprawiedliwy wśród Narodów Świata (1989)[2],
- Medal Komisji Edukacji Narodowej,
- Odznaka honorowa „Za Zasługi dla SGGW”,
- Medal im. Konstantego Janickiego[1].